# Viliam Belas
Viliam Belas (6. listopadu 1963, Prešov - 27. října 2013) byl slovenský hokejový útočník, československý reprezentant.

## Hráčská kariéra
S hokejem začínal v rodném Prešově. Po vojenské službě v HC Topoľčany v sezóně 1985/1986 přestoupil do klubu VSŽ Košice, se kterým hned v první sezoně získal mistrovský titul. Po emigraci Ihnačáka hrál v elitní formaci s Vodilou a Libou. V posledním finále s Duklu Jihlava proměnil rozhodující samostatný nájezd. V Košicích odehrál většinu kariéry. Během sezóny 1993/1994 hrával v Žilině. Na závěr kariéry se vrátil do rodného Prešova a kariéru ukončil v Liberci.

### Klubová statistika
| Sezona  | Klub            | Soutěž    | Základní část | Základní část | Základní část | Základní část | Základní část | Play off | Play off | Play off | Play off | Play off |
| Sezona  | Klub            | Soutěž    | Z             | G             | A             | B             | TM            | Z        | G        | A        | B        | TM       |
| ------- | --------------- | --------- | ------------- | ------------- | ------------- | ------------- | ------------- | -------- | -------- | -------- | -------- | -------- |
| 1985/86 | VSŽ Košice      | CSHL      | 44            | 16            | 10            | 26            | -             | -        | -        | -        | -        | -        |
| 1986/87 | VSŽ Košice      | CSHL      | 29            | 9             | 10            | 19            | 30            | -        | 5        | 0        | 0        | 0        |
| 1987/88 | VSŽ Košice      | CSHL      | 43            | 25            | 12            | 37            | -             | -        | -        | -        | -        | -        |
| 1988/89 | VSŽ Košice      | CSHL      | 34            | 11            | 5             | 16            | 50            | -        | 11       | 6        | 3        | 9        |
| 1989/90 | VSŽ Košice      | CSHL      | 51            | 8             | 12            | 20            | -             | -        | -        | -        | -        | -        |
| 1990/91 | VSŽ Košice      | CSHL      | 51            | 18            | 18            | 36            | -             | -        | 4        | 0        | 0        | 0        |
| 1991/92 | VSŽ Košice      | CSHL      | 36            | 12            | 16            | 28            | -             | -        | 8        | 0        | 0        | 0        |
| 1992/93 | VSŽ Košice      | CSHL      | 43            | 8             | 9             | 17            | -             | -        | -        | -        | -        | -        |
| 1993/94 | HKP Žilina      | 1. SHL    | -             | -             | -             | -             | -             | -        | -        | -        | -        | -        |
| 1994/95 | Dragon Prešov   | Extraliga | 9             | 6             | 1             | 7             | 22            | -        | 3        | 0        | 0        | 0        |
| 1995/96 | Dragon Prešov   | Extraliga | 13            | 0             | 0             | 0             | 12            | -        | -        | -        | -        | -        |
| 1995/96 | Stadion Liberec | CZE-2     | 16            | 2             | 5             | 7             | -             | -        | -        | -        | -        | -        |
|         | Spolu           | CSHL      | 331           | 107           | 92            | 199           | -             | -        | 28       | 6        | 3        | 9        |
|         |                 | Extraliga | 25            | 6             | 1             | 7             | -             | -        | -        | -        | -        | -        |
|         |                 | CZE-2     | 16            | 2             | 5             | 7             | -             | -        | -        | -        | -        | -        |
|         |                 | 1 HL SR   | -             | -             | -             | -             | -             | -        | -        | -        | -        | -        |

## Reprezentační kariéra
V československé reprezentaci odehrál od 17. prosince 1988 do 21. prosince 1988 4 zápasy, neskóroval.